# آیرون اسپرینگز (آریزونا)
آیرون اسپرینگز (به انگلیسی: Iron Springs) یک منطقهٔ مسکونی در ایالات متحده آمریکا است که در شهرستان یاواپای، آریزونا واقع شده‌است. آیرون اسپرینگز ۱٬۸۵۱٫۰۷ متر بالاتر از سطح دریا واقع شده‌است.